# Live in Berlin (album Oi Polloi)
Live in Berlin – album koncertowy anarcho-punkowego zespół Oi Polloi ze Szkocji. Materiał został wydany przez firmę Red Rosetten Records w 1994.

## Utwory
1. Nuclear Waste
2. Rich Scumbag
3. Kill the Bill
4. Free the Henge
5. Victims of a Gas Attack
6. Guilty
7. Scum
8. Bash the Fash
9. The Only Release?
10. Stop Vivisection Now
11. Punx Picnic
12. Greatest Working Class Rip Off (Crass cover)
13. Victim of a Chemical Spillage
14. Break the Mould
15. A Look at Tomorrow
16. Helmut Kihl-Fick Dick Selbst!
17. The Right to Choose
18. Nazi Scum
19. When Two Men Kiss